# Grzegorz Sandomierski
Grzegorz Sandomierski ([ˈɡʐɛɡɔʐ sandɔˈmʲɛrski]; 5 de setembre de 1989 a Białystok) és futbolista polonès que actualment juga de porter al KS Cracovia Kraków. Ell també ha fet tres aparicions amb la selecció nacional.